# Serpugerði Stadion
A Serpugerði Stadion labdarúgó-stadion Feröeren, Norðragøtában. Az ország csaknem minden pályájához hasonlóan műfüves borítású. Befogadóképessége 3000 fő.
Ez a hazai pályája a Víkingur Gøta csapatának. Korábban a Víkingur egyik elődje, a GÍ Gøta is itt játszotta mérkőzéseit.